# Agrotis trifurca
Agrotis trifurca är en fjärilsart som beskrevs av Herrich-Schäffer. Agrotis trifurca ingår i släktet Agrotis och familjen nattflyn. Inga underarter finns listade i Catalogue of Life.